# El cazador de cocodrilos (serie de televisión)
El cazador de cocodrilos (en inglés: The Crocodile Hunter) fue una serie de documentales de televisión presentada por Steve Irwin y su esposa Terri, y producida por Alliance Atlantis Communications. El programa se convirtió en una franquicia bastante popular debido al estilo poco convencional de Irwin.
De este se han derivado un número de proyectos separados, tales como la película El cazador de cocodrilos: rumbo de colisión (2002) y dos programas de televisión: El diario del cazador de cocodrilos (Crocodile Hunter Diaries, 2002-2006) y Archivo cocodrilo (Croc Files, 1999-2001).
Fue emitido originalmente de 1996 a 2007 en el canal Animal Planet de los Estados Unidos. Debido al éxito, todas estas series han sido emitidas en otras cadenas de televisión alrededor del mundo.